# Hisashi Mizutori
Hisashi Mizutori (水鳥 寿思, Mizutori Hisashi), (Shizuoka, 22 de julho de 1980) é um ginasta que compete em provas de ginástica artística pelo Japão.
A estreia de pódios de Hisashi em grandes competições deu-se nos Jogos Olímpicos de Atenas, em 2004, quando o atleta tinha 24 anos. Na ocasião, conquistou a medalha de ouro por equipes, ao superarem os norte-americanos e romenos. No ano seguinte, participou do Mundial de Melbourne, na Austrália, no qual conquistou a medalha de prata no concurso geral, ao ser superado pelo compatriota Hiroyuki Tomita.
Em 2006, no Campeonato de Aarhus, Mizutori foi o terceiro colocado por equipes, ao lado dos companheiros Hiroyuki Tomita, Takuya Nakase, Eiichi Sekiguchi, Takehito Mori e Naoya Tsukahara. Na ocasião, os japoneses foram superados pela equipe russa de Yury Ryazanov e pelos chineses liderados por Yang Wei. Pouco depois, o ginasta tornou-se medalhista de prata dos Jogos Asiáticos, na edição de Doha, no Qatar. No ano seguinte, em outra edição do Mundial, o Campeonato de Stuttgart, Mizutori alcançou mais quatro medalhas: na disputa coletiva, foi o medalhista de prata; individualmente, conquistou três bronzes - concurso geral, solo e barra fixa. Em 2008, antes dos Jogos Olímpicos - dos quais não participou -, o atleta competiu na eleição de melhor atleta do ano, contra o alemão Fabian Hambüchen, o esloveno Mitja Petkovšek, o norte-americano Jonathan Horton e o chinês Yang Wei.